# Gymnosporangium taianum
Gymnosporangium taianum är en svampart som beskrevs av F. Kern 1964. Gymnosporangium taianum ingår i släktet Gymnosporangium och familjen Pucciniaceae.   Inga underarter finns listade i Catalogue of Life.